# Telmatobufo australis
A Telmatobufo australis a kétéltűek (Amphibia) osztályába, a békák (Anura) rendjébe és a Calyptocephalellidae családjába tartozó faj.

## Előfordulása
A faj Chile endemikus faja, Valdivia és Osorno tartományban, az ország parti hegyláncának (Cordillera de la Costa) keleti és nyugati lejtőin fordul elő. Természetes élőhelyei a gyorsan folyó patakok, mérsékelt övi Nothofagus erdőkben. Ritka faj, melyet élőhelyének elvesztése fenyeget a patakok erdőirtás miatti eliszaposodása, és a nem honos fákkal történő erdőtelepítés következtében.